# Emperor: Rise of the Middle Kingdom
Emperor: Rise of the Middle Kingdom là tựa game thứ sáu trong dòng game City Building. BreakAway Games đã ký hợp đồng với Emperor sau khi từng làm nên tựa game Queen of the Nile. Emperor là phần cuối cùng của sê-ri sử dụng cùng một game engine 2D-sprite như đã thấy trong các tựa game trước đó và là phần đầu tiên giới thiệu tùy chọn nhiều người chơi.
Không giống như các phiên bản trước đó, Emperor tập trung vào việc xây dựng và phát triển thành phố thời cổ đại, lần này là Trung Quốc cổ đại, bắt đầu từ thời Hạ (2033 TCN) kéo dài cho đến tận thời Tống–Kim (1234 SCN).

## Lối chơi
Nhiệm vụ cơ bản nhất trong mỗi nhiệm vụ của Emperor là duy trì thành phố. Điều này liên quan đến việc người chơi phải giữ cho dân chúng được ăn uống đầy đủ, khỏe mạnh và an toàn trước các mối nguy hiểm. Nếu thực phẩm, hàng hóa và dịch vụ cơ bản được cung cấp dồi dào thì cuối cùng thành phố sẽ được cải thiện. Ngoài ra, người chơi phải quản lý thương mại và thuế khóa để tài trợ cho sự phát triển và mở rộng hơn nữa.
Trong thời gian chờ đợi, người chơi có thể chọn cúng dường anh hùng tổ tiên, cũng như các nhân vật nổi tiếng trong triết học, Đạo giáo và Phật giáo Trung Quốc. Về cơ bản, các lễ vật được thực hiện để xoa dịu anh hùng và ngăn họ nổi giận và gây ra thảm họa cho thành phố của người chơi. Tuy vậy, các anh hùng cũng có thể cảm thấy rất hạnh phúc, khiến họ ghé thăm thành phố và trao lợi ích cho nó.
Ngoài thành phố, người chơi phải chú ý đến mấy thành phố thù địch quanh mình. Không giống như những game xây dựng thành phố trước đây trong sê-ri, người chơi phải đáp ứng các yêu cầu và vị thế của nhiều thành phố khác, thay vì chỉ duy trì sự ủng hộ của quân vương. Quân đội và lính canh là cần thiết để bảo vệ thành phố khỏi các cuộc xâm lược và khuất phục của quân địch. Người chơi có thể xây dựng tường thành phòng thủ và điều khiển chúng bằng cung thủ để cải thiện khả năng thủ thành.
Sau cùng, người chơi còn được yêu cầu xây dựng đài kỷ niệm, tốn kém cả về thời gian và vật liệu, tạo cơ hội cho kẻ thù lợi dụng những điểm yếu có thể xảy ra. Như vậy, việc xây dựng một đài kỷ niệm nói chung đòi hỏi thành phố trước tiên phải thiết lập cả một nền kinh tế và quân sự vững mạnh.
Bảy chiến dịch của Emperor kéo dài gần 3300 năm lịch sử Trung Quốc cổ đại, từ nhà Hạ đến nhà Kim và nhà Tống. Các di tích đáng chú ý có thể được xây dựng bao gồm Vạn Lý Trường Thành, Đại Vận Hà nối liền sông Hoàng Hà và sông Dương Tử và Đội quân đất nung. Trong chiến dịch đầu tiên, người chơi chỉ đơn giản là một già làng khiêm tốn, chịu trách nhiệm lãnh đạo một bộ tộc du mục đến định cư ven sông. Ở những màn chơi cuối cùng, người chơi hóa thân thành người hầu cận của Hoàng đế Trung Quốc, giám sát việc xây dựng kinh thành Trung Đô của Hoàng gia (nay là Bắc Kinh) và củng cố hệ thống phòng thủ hòng đánh bại quân Mông Cổ xâm lược và thủ lĩnh của họ là Thành Cát Tư Hãn.
Thực phẩm, công nghệ và tôn giáo phát triển qua nhiều thế kỷ, phù hợp chặt chẽ với lịch sử thực tế của văn hóa Trung Quốc. Bởi vì người chơi phục vụ một số triều đại và Hoàng đế xuyên suốt trò chơi, nên không phải lúc nào họ cũng xây dựng cùng một thành phố. Thông thường, người chơi sẽ được cử đi xây dựng một thành phố mới hoặc được gửi trở lại thành phố trước đó để hoàn thành một mục tiêu mới. Trong một số trường hợp, người chơi có thể ghé thăm lại một thành phố quen thuộc sau nhiều thế kỷ trôi qua, đã thay đổi đáng kể hoặc trở thành đống đổ nát trong những năm qua.
Người chơi có thể chơi các chiến dịch theo bất kỳ thứ tự nào mà mình chọn, mặc dù mức độ khó tăng dần theo trình tự thời gian. Thông thường, các mục tiêu liên quan đến việc sản xuất một lượng hàng hóa nhất định, chinh phục các thành phố khác, đạt được một mức dân số nhất định hoặc xây dựng đài kỷ niệm.

## Đón nhận
Game nhận được "đánh giá nhìn chung là thuận lợi" theo trang web tổng hợp kết quả đánh giá Metacritic.
Tháng 2 năm 2017, trò chơi đã được phát hành lại trên GOG.com.